# Vackrare vardagsvara

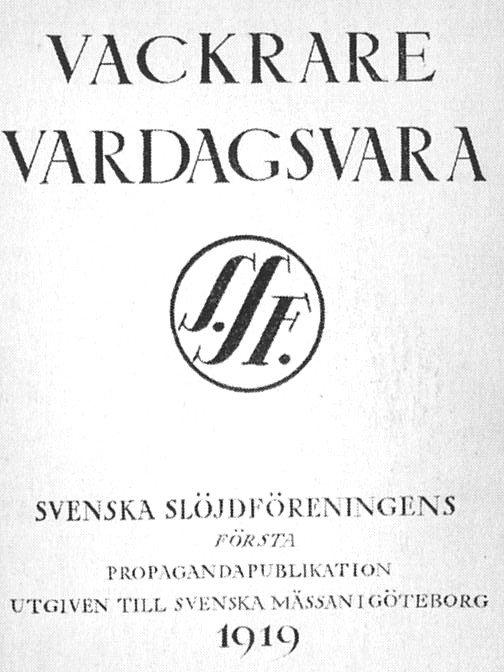
Programskriften från 1919

Vackrare vardagsvara var en skrift av Gregor Paulsson utgiven 1919 för en utställning på Svenska mässan i Göteborg av Svenska Slöjdföreningen. 
Skriften propagerade för att konstnärer skulle arbeta direkt med fabrikerna för att producera vardagsföremål av hög kvalitet. På så sätt skulle genomtänkt formgivna produkter bli tillgängliga för alla. Begreppet är inspirerat efter förebild ifrån tyska Deutscher Werkbund. Dessa socialt engagerade principer presenterades i Sverige redan under Hemutställningen 1917 på Liljevalchs i Stockholm och begreppet blev med tiden något av en slogan för Svenska slöjdföreningen.